# Stactolaema olivacea
Stactolaema olivacea е вид птица от семейство Lybiidae. Видът е незастрашен от изчезване.

## Разпространение
Разпространен е в Кения, Малави, Мозамбик, Южна Африка и Танзания.